# 圣洛纳克
圣洛纳克（法語：Saint-Launeuc，發音：[sɛ̃ lonœk]）是法国阿摩尔滨海省圣布里厄区的一个旧市镇。2025年1月1日，圣洛纳克并入市镇梅尔德里尼亚克，并成为了梅尔德里尼亚克的委派市镇。

## 地理
圣洛纳克（48°14'1"N, 2°22'32"W）面积11.58 平方千米，位于法国布列塔尼大區阿摩尔滨海省，该省份为法国西北部沿海省份，位于布列塔尼半岛北部，北濒大西洋英吉利海峡，西接菲尼斯泰尔省，南至莫尔比昂省，东临伊勒-维莱讷省。
与圣洛纳克接壤的市镇（或旧市镇、城区）包括：埃雷阿克、朗勒拉、梅尔德里尼亚克、梅里亚克、特雷莫雷勒。
圣洛纳克的时区为UTC+01:00、UTC+02:00（夏令时）。

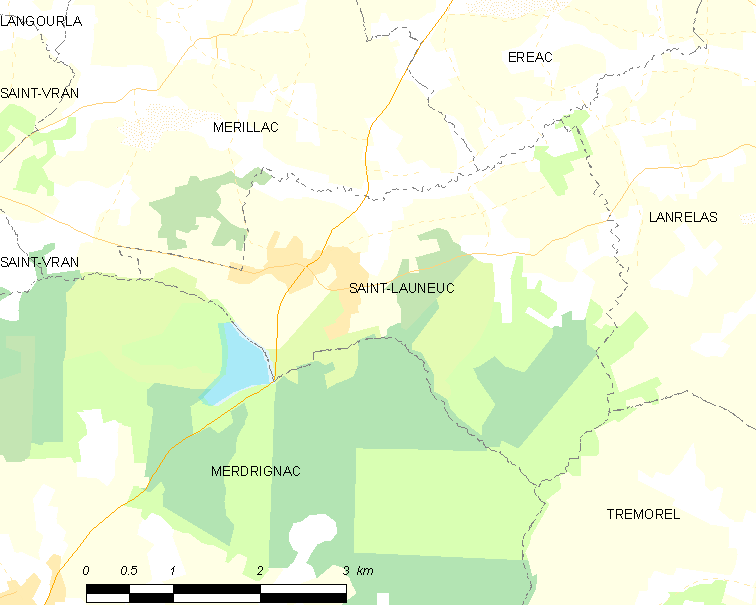
圣洛纳克的OSM定位图

## 行政
圣洛纳克的邮政编码为22230，INSEE市镇编码为22309。

## 政治
圣洛纳克所属的省级选区为布龙县。

## 人口

1962-2008年间圣洛纳克人口变化图示

圣洛纳克于2022年1月1日时的人口数量为190人。